# ألان نيوتن (دراج)
ألان نيوتن (بالإنجليزية: Alan Newton)‏ هو دراج بريطاني، ولد في 19 مارس 1931 في ستوكبورت في المملكة المتحدة.

## وصلات خارجية
- ألان نيوتن على موقع أرشيف الدراجات (الإنجليزية)
- ألان نيوتن على موقع اللجنة الأولمبية الدولية (الإنجليزية)
- ألان نيوتن على موقع أوليمبيديا (الإنجليزية)
- ألان نيوتن على موقع اللجنة الأولمبية البريطانية (الإنجليزية)